# Ockasionalism

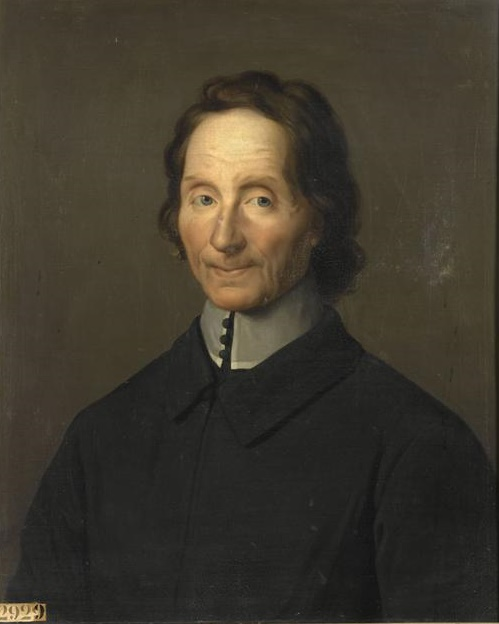
Nicolas Malebranche är en av företrädarna för ockasionalismen.

Ockasionalism, även occasionalism, av latinets occasio, "gynnsamt tillfälle", "möjlighet", av occido, "falla ned", "gå ned", är en filosofisk teori som syftar till att lösa kropp–själ-problemet som framför andra filosofer fördes in av Nicolas Malebranche.
Ockasionalismen hävdar att det inte finns någon direkt påverkan mellan själ och kropp. Istället är det så att rörelser i själen ger Gud "tillfälle" (occasio) att påbörja rörelser i kroppen och tvärtom.
Teorin, som har stora likheter med tankar hos Mohammad Ghazali, infördes av de franska cartesianerna Géraud de Cordemoy och Louis de La Forge, men fick sin typiska utformning genom Arnold Geulincx. Medan teorin hos Geulincx främst användes just för att lösa kropp–själ-problemet, fick ockasionalismen hos Nicolas Malebranche en vidare tillämpning då han menade att det var Gud som låg bakom en rad orsak-verkan-förhållanden i tillvaron och därmed trotsade alla försök till naturvetenskapliga förklaringar.